# AZ Tower
AZ Tower je výšková budova v Brně a nejvyšší budova Česka, postavená v letech 2011 až 2013. Nachází se v ulici Pražákova, v katastrálním území Štýřice, v městské části Brno-střed, poblíž M-Paláce a objektů Spielberk Towers.

## Historie a popis budovy
Stavba budovy AZ Tower byla oficiálně zahájena 20. dubna 2011, dodavatelem byla společnost PSJ, investorem společnost Properity, celkové náklady měly dosáhnout částky 800 milionů korun. Budovu navrhla Architektonická kancelář Burian – Křivinka. Podle plánů dosáhla po dokončení 30 podlaží a výšky 111 m, čímž se stala nejvyšší výškovou budovou v Česku.
Budova je komplexem třípodlažní víceúčelové podnože (obchodní galerie, fitness, autoservis) s dvoupodlažním podzemním parkováním a výškové budovy (pouze nad částí půdorysu stavby). Železobetonová konstrukce věže s charakteristicky prolomenou fasádou, obsahující kancelářské prostory a apartmány, měla původně dosahovat výšky 85 m. Po změně projektu byla realizována do výšky 109,5 m, díky ocelové konstrukci dosáhla výšky 111 m. Anténa na vrcholu dosahuje do výšky 116 m.
Objekt byl projektován se zřetelem na ohleduplnost k životnímu prostředí (využití geotermálního tepla a akumulace hlubokými pilotami apod.). V železobetonové věži se nachází kanceláře a v posledních sedmi podlažích apartmány. Včetně třípodlažní podnože je zde celkově 17 000 metrů čtverečních obchodních, kancelářských a rezidenčních ploch.
Podle záměru stavba budovy měla být dokončena 25 měsíců od zahájení, tedy v květnu 2013. Již 27. března 2013 bylo oznámeno dokončení samotné stavby, s předpokladem pokračování dokončovacích prací v interiéru, v dubnu a květnu následovala kolaudace, následně 21. května den otevřených dveří. AZ Tower byl slavnostně otevřen 26. června 2013. Svou výškou překonal do té doby nejvyšší budovu Brna, Spilberk Tower B.
V roce 2020 se spoluvlastníkem budovy stala investiční skupina Natland, která měla v plánu pro budovu používat název N Tower.

### Veřejně přístupná vyhlídka
Na přelomu července a srpna 2025 byla na střeše budovy ve výšce 111 m veřejnosti oficiálně otevřena vyhlídková plošina pod marketingovým názvem Sky View 111. První zájemci ji navštívili v prvním srpnovém týdnu. Kapacita terasy s panoramatickým výhledem na Brno činí 200 osob denně.

## Hodnocení
V dubnu 2014 byl mrakodrap jmenován jednou ze Staveb roku 2013 Jihomoravského kraje v kategorii nejlepší stavba občanské vybavenosti.
V červnu 2014 se umístil na 9. místě v mezinárodní soutěži Emporis Skyscraper Award pro rok 2013. Soutěž vyhlašovaná od roku 2000 hamburskou společností Emporis hodnotí funkčnost a vzhled objektů vyšších než sto metrů.

## Galerie

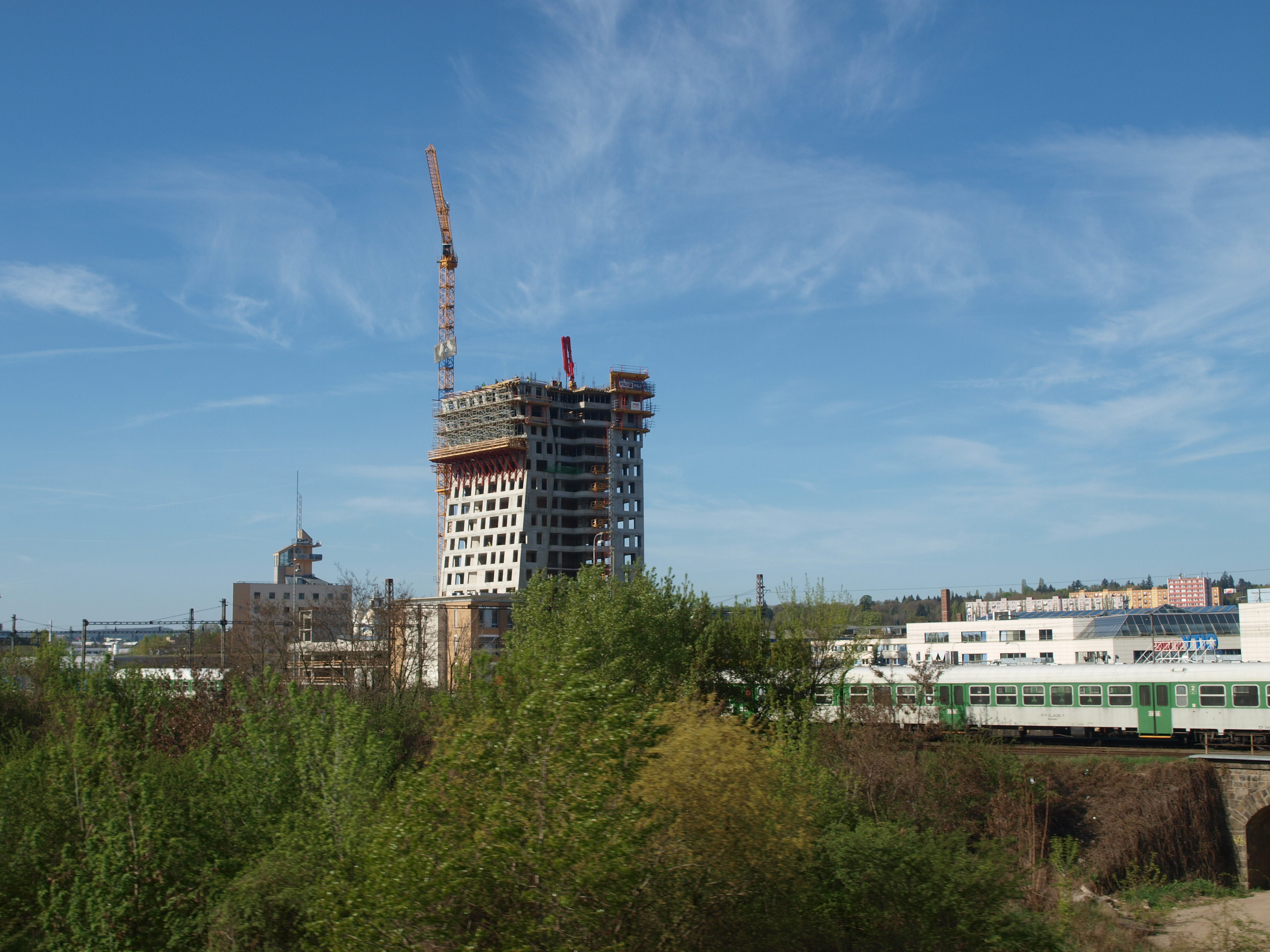
AZ Tower během stavby
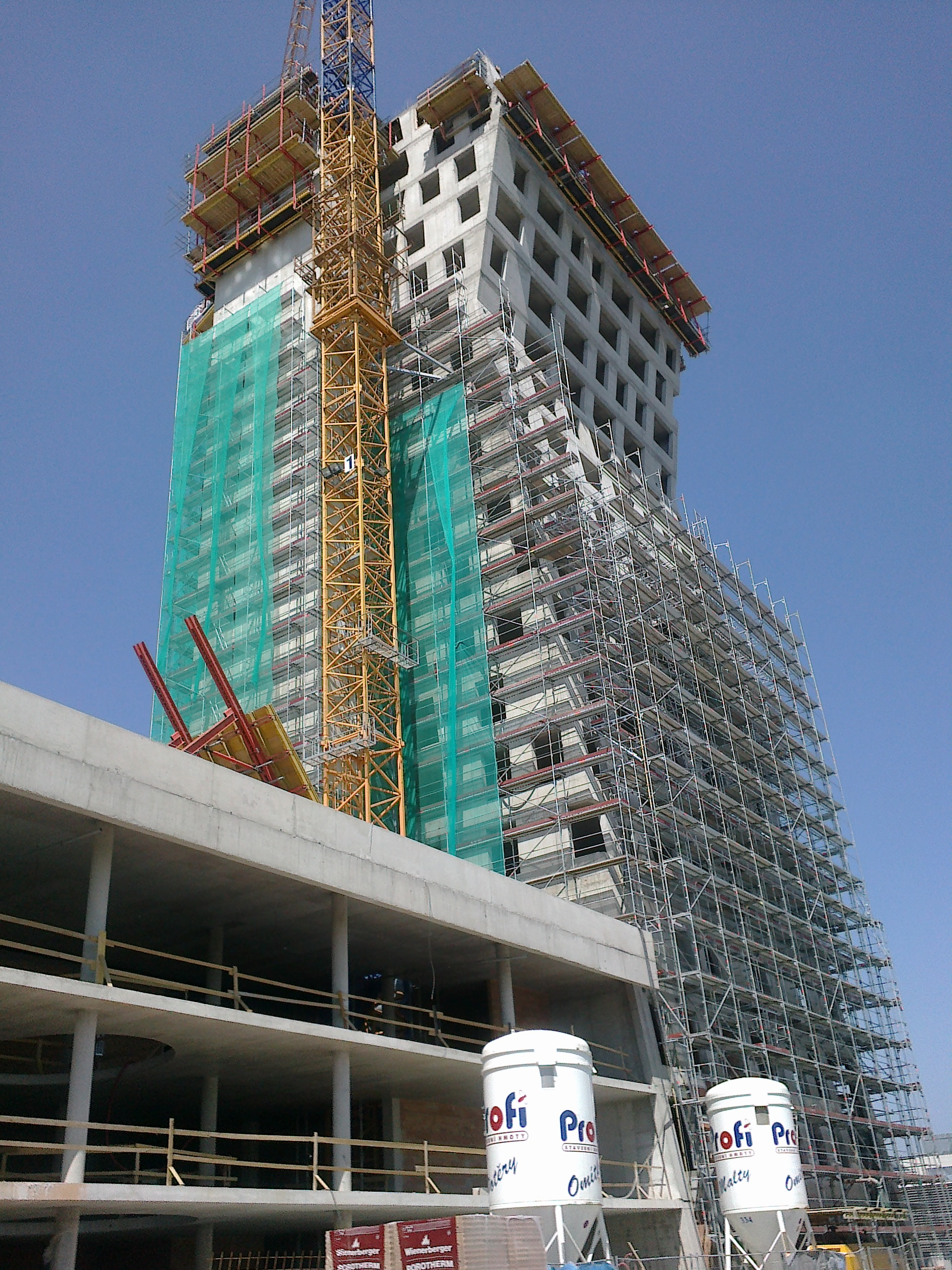
AZ Tower během stavby
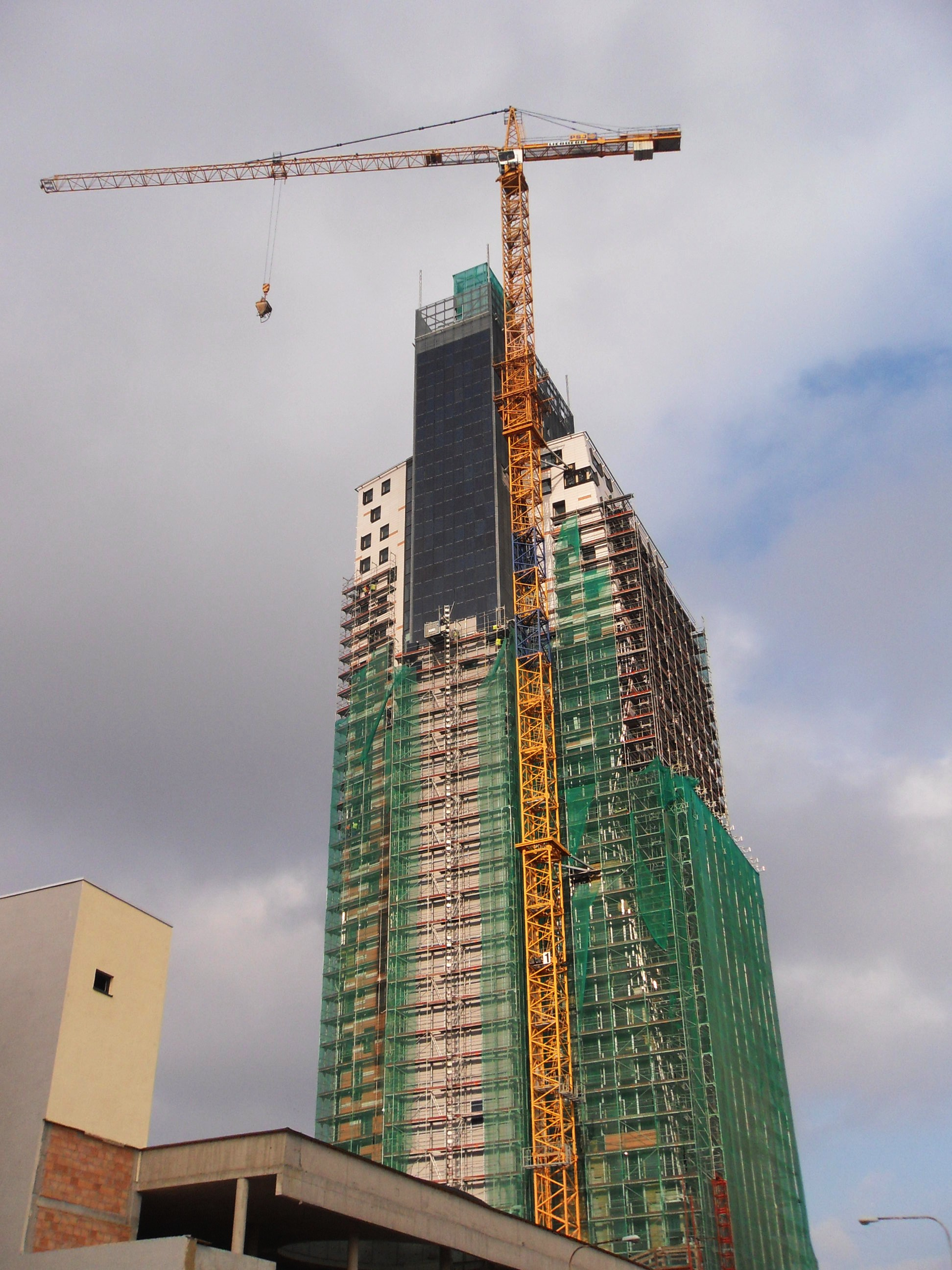
AZ Tower během stavby
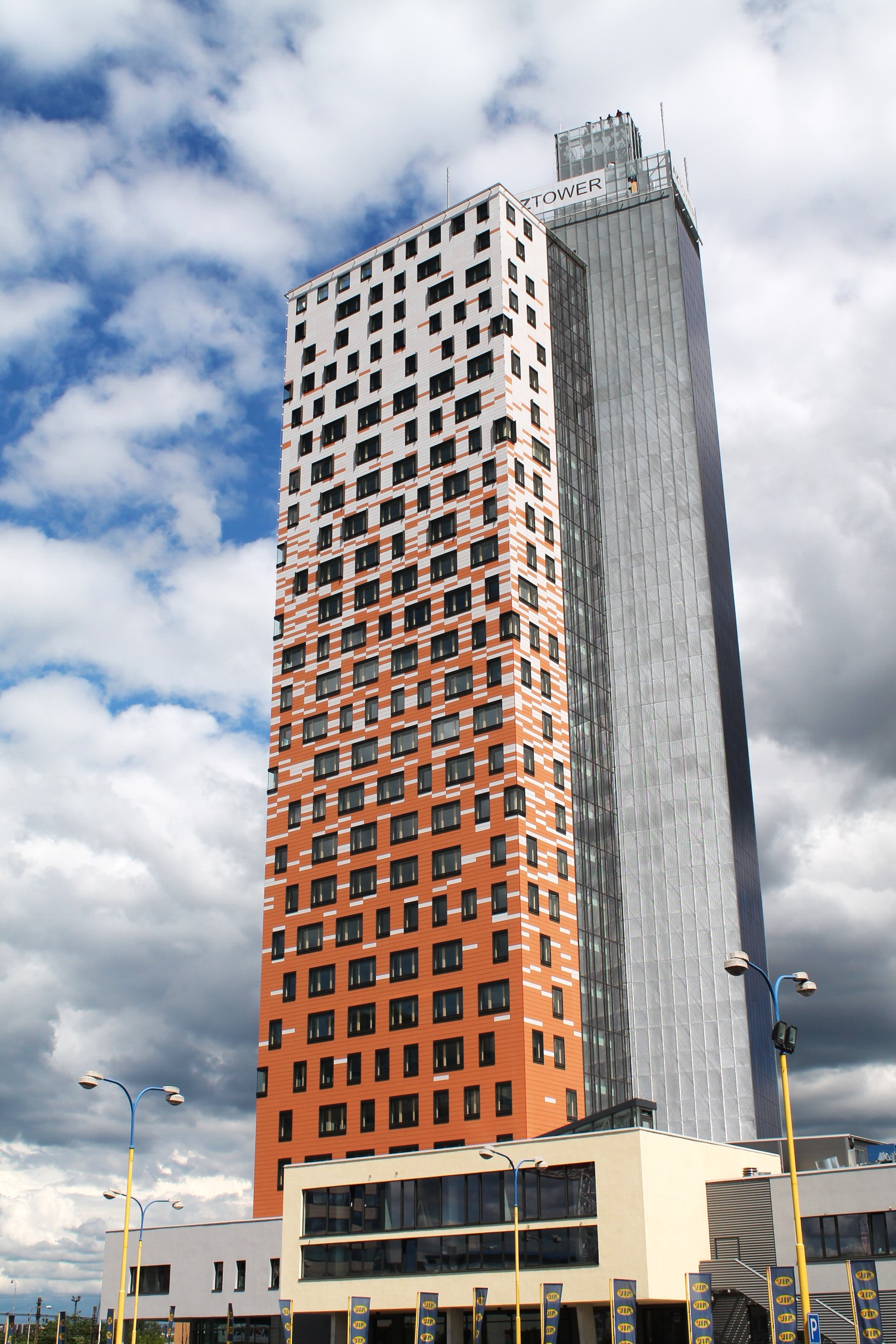
Pohled na AZ Tower z Pražákovy ulice
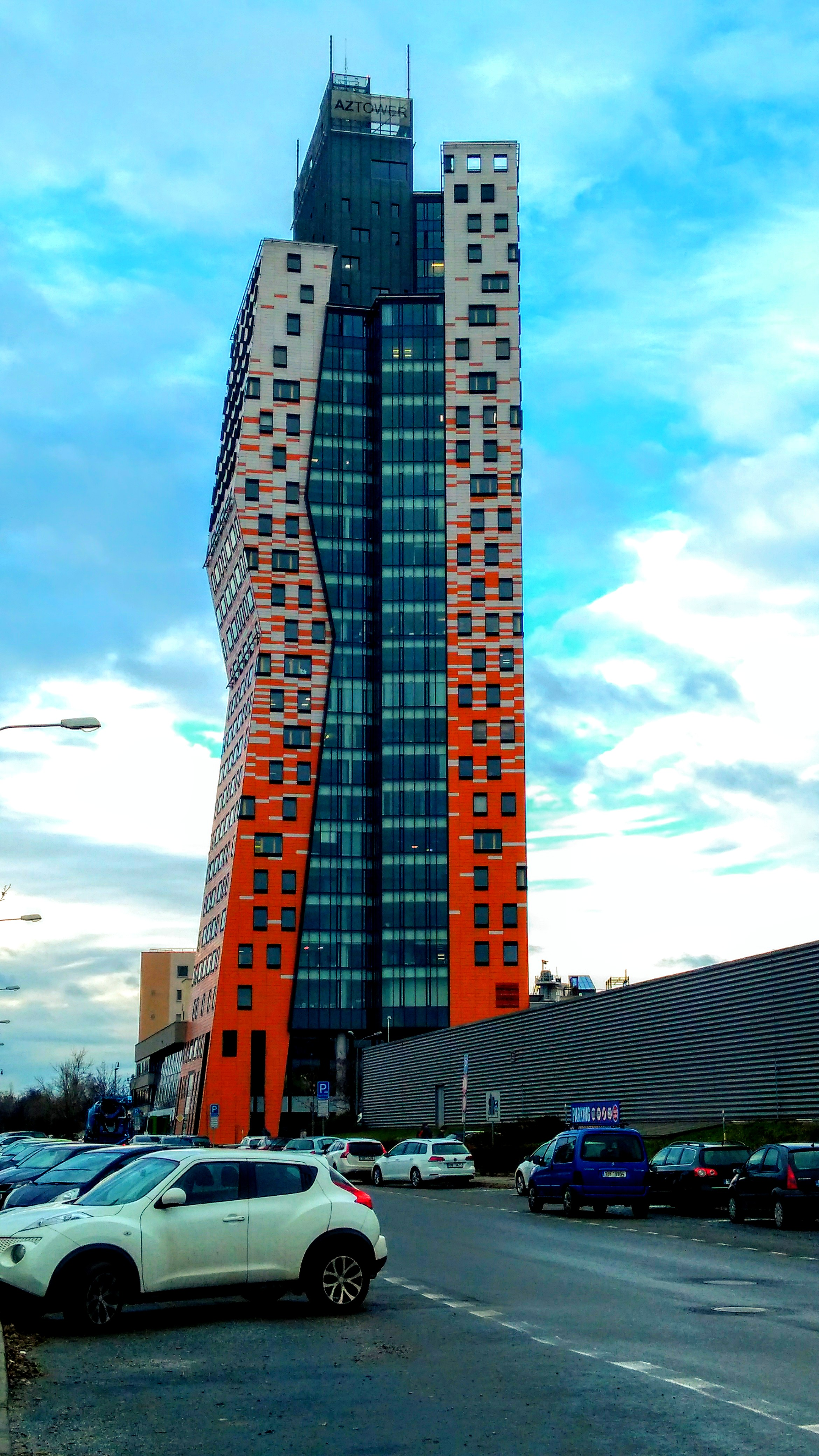
AZ Tower ze severu
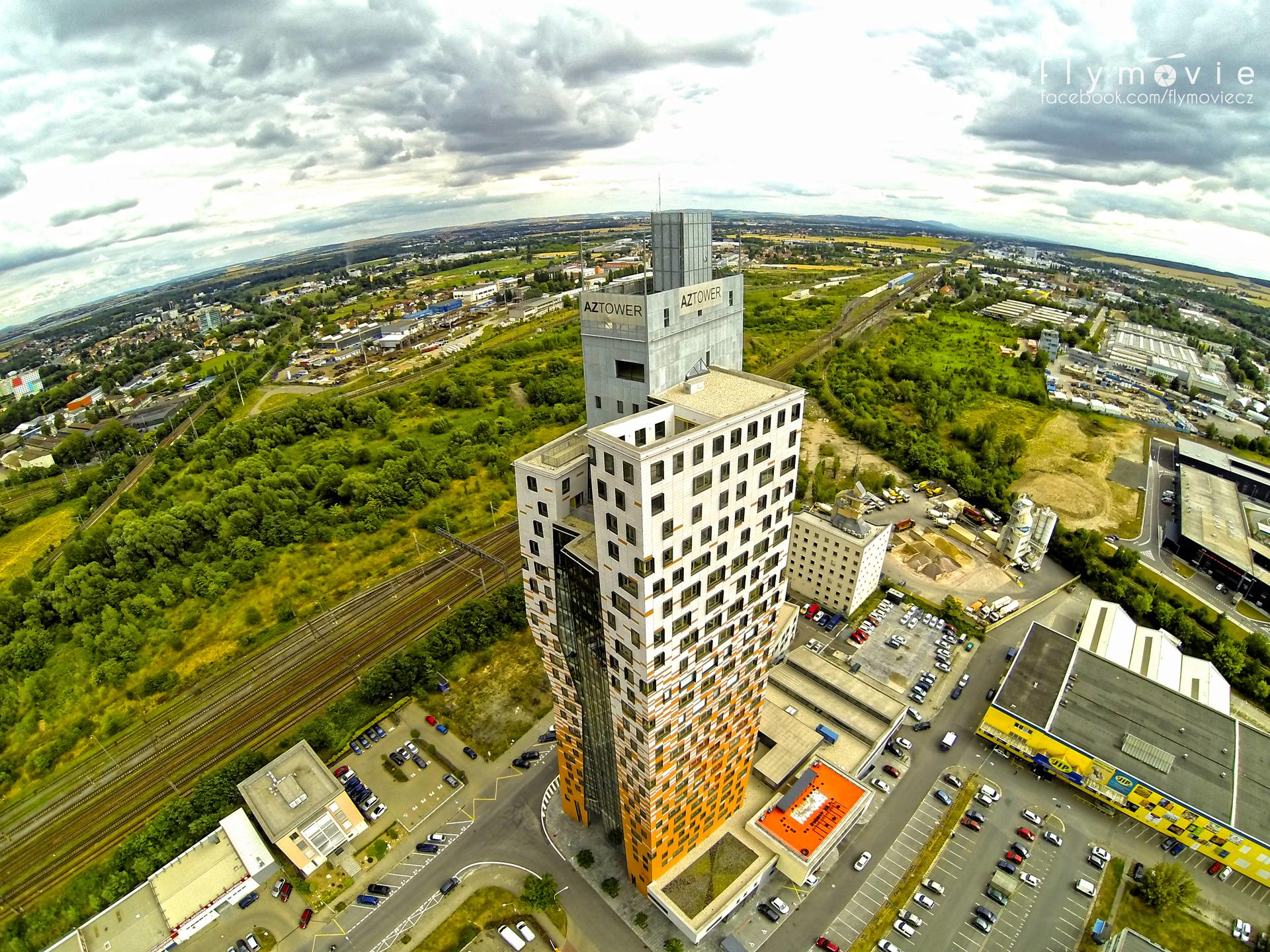
Letecký pohled na AZ Tower
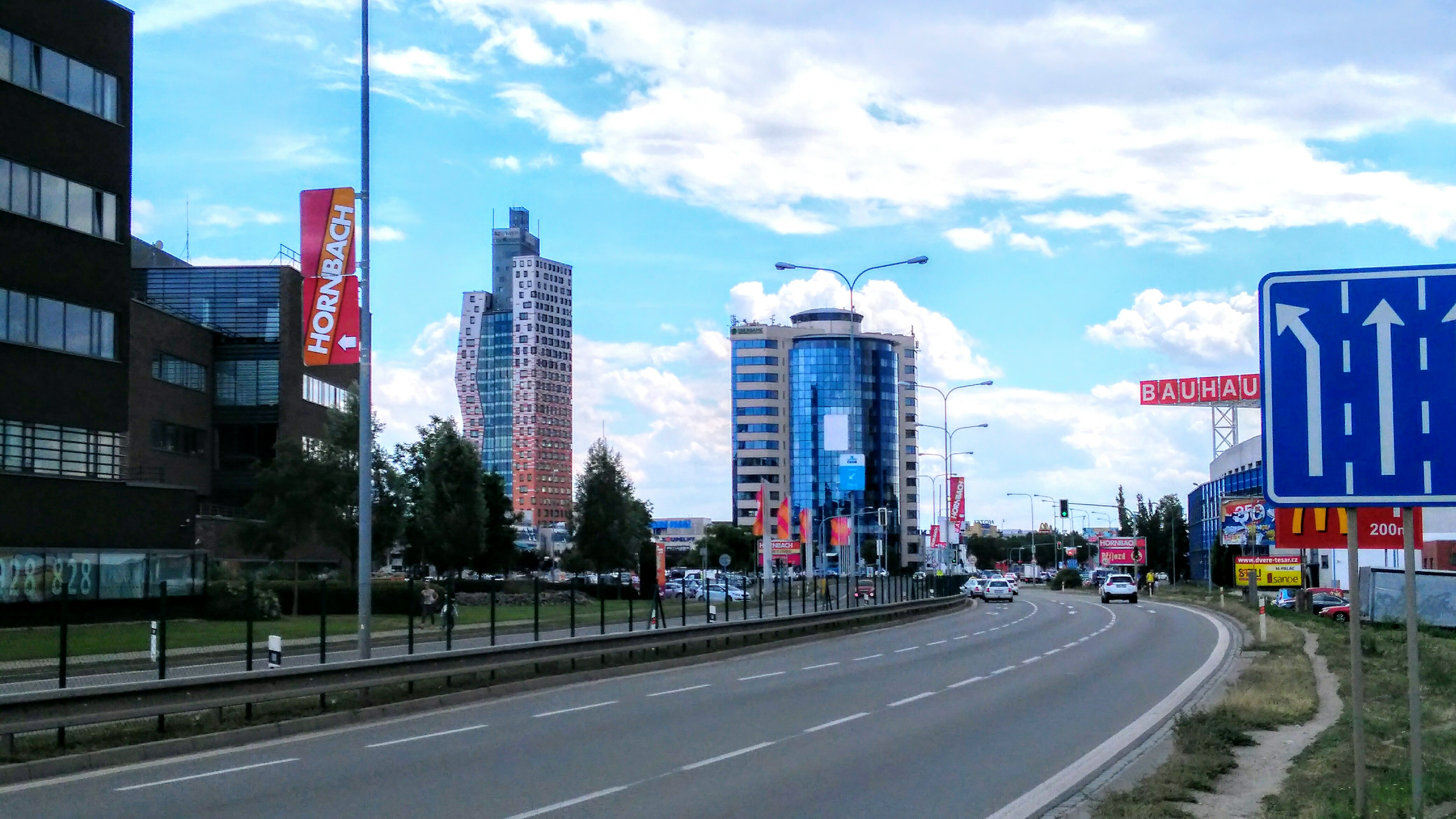
Výškové budovy AZ Tower a M-Palác z Heršpické ulice
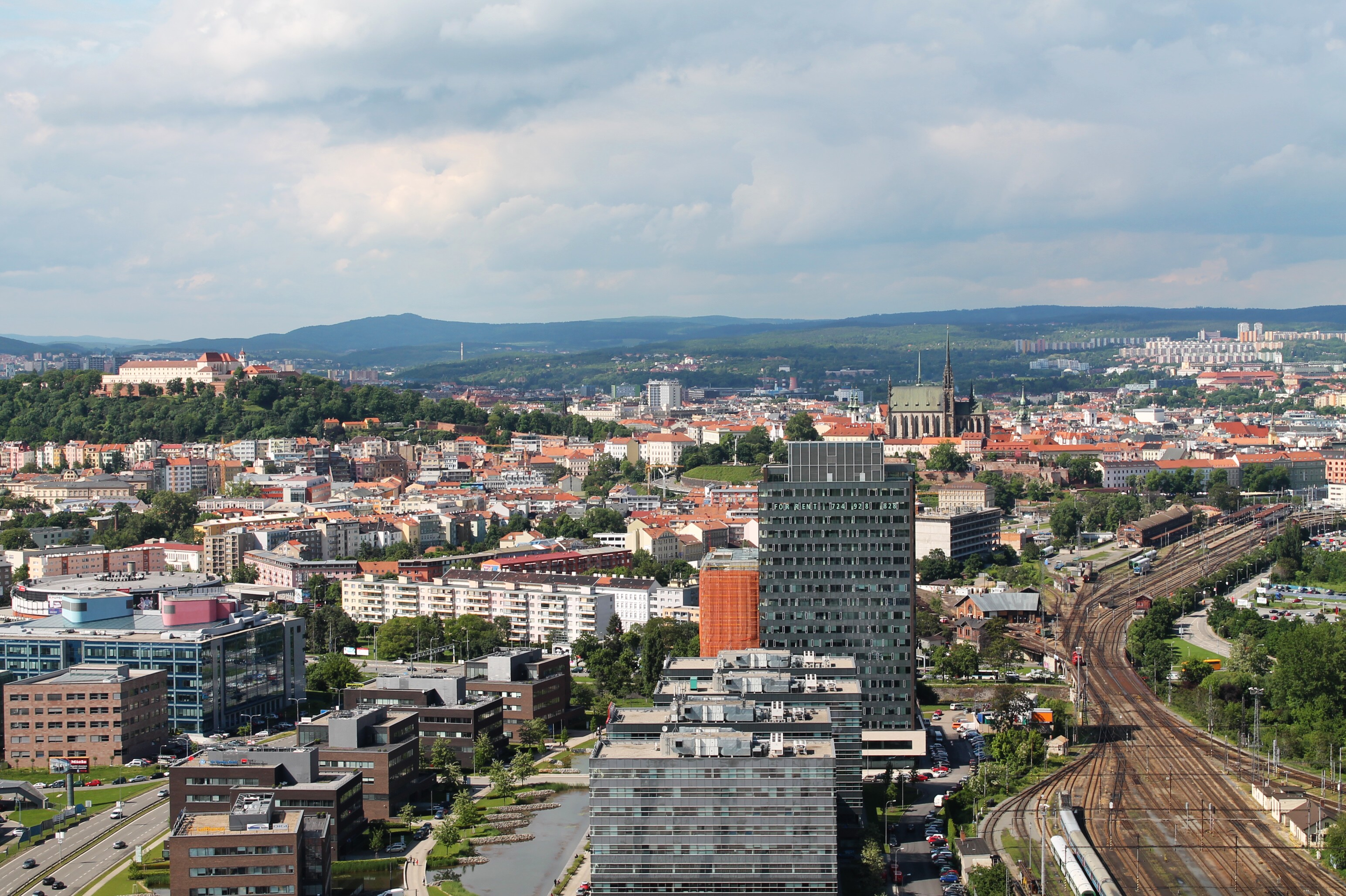
Výhled na Brno z vrcholové plošiny AZ Toweru